# Involucre
En botanique, un involucre est une collerette d'écailles ou de bractées libres et compactes ou soudées ensemble au niveau de la base d'une inflorescence, notamment chez les apiacées (ombellifères), ou les astéracées (composées), voire d'une fleur isolée.
Un involucelle est un petit involucre à bractéoles située à la base des rayons de l'ombellule.

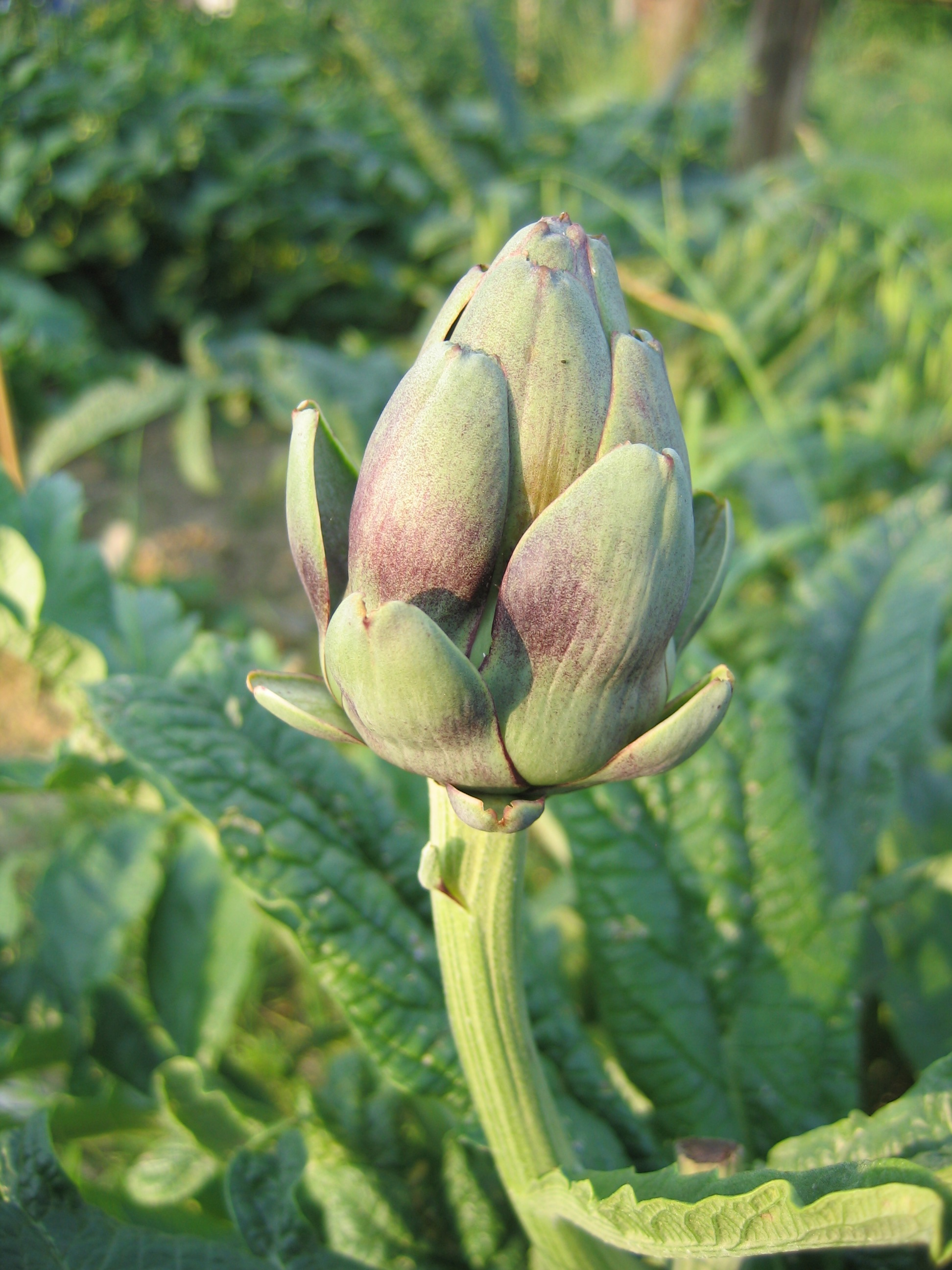
L'involucre de la fleur d'artichaut en bouton.
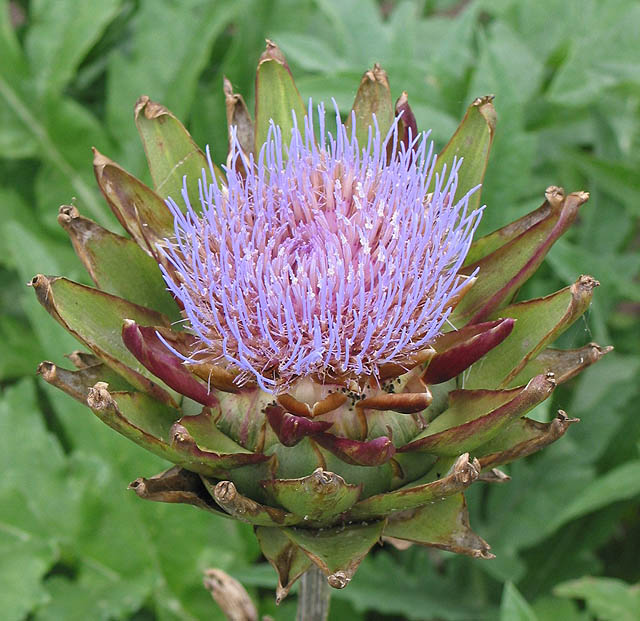
Fleur d'artichaut ouverte.
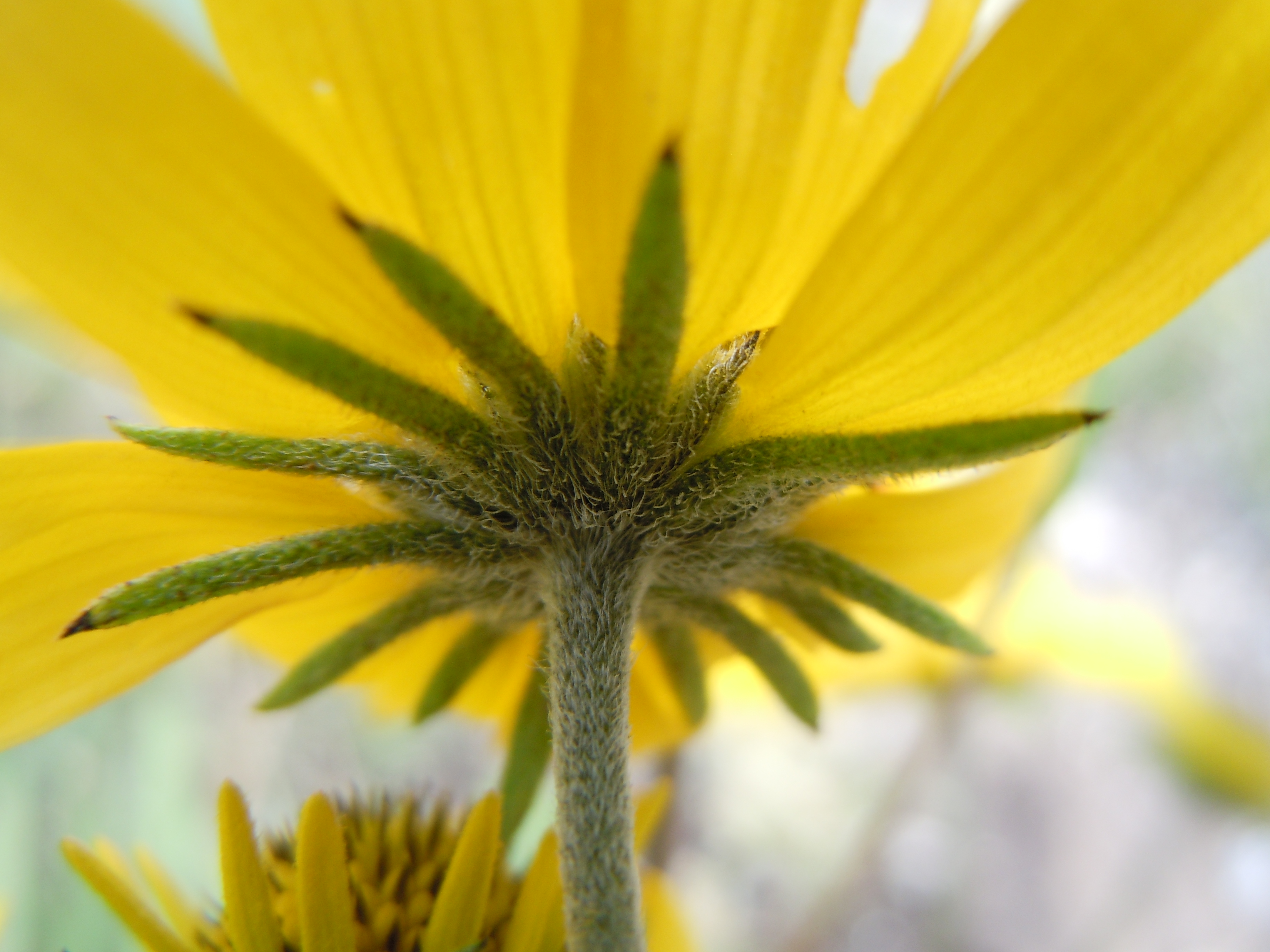
Involucre de Heliomeris multiflora (en).
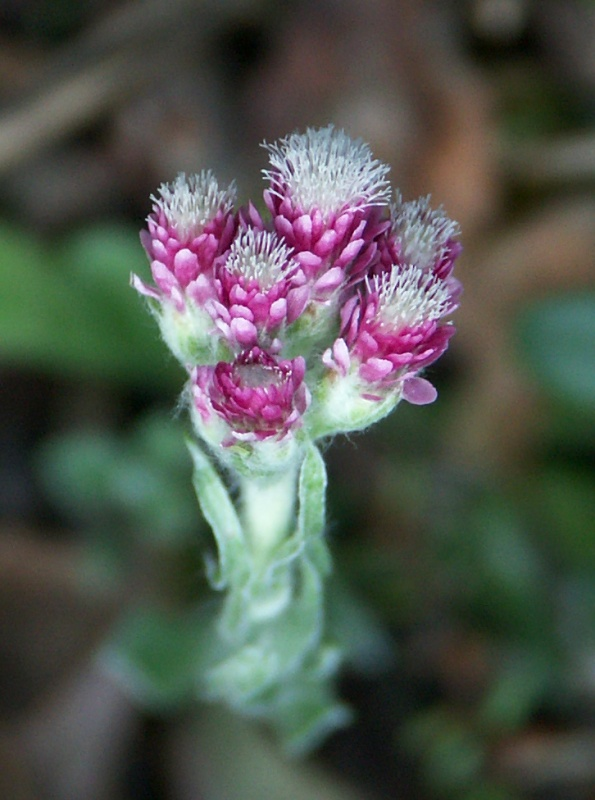
Fleurs femelles de Pied de chat dioïque.
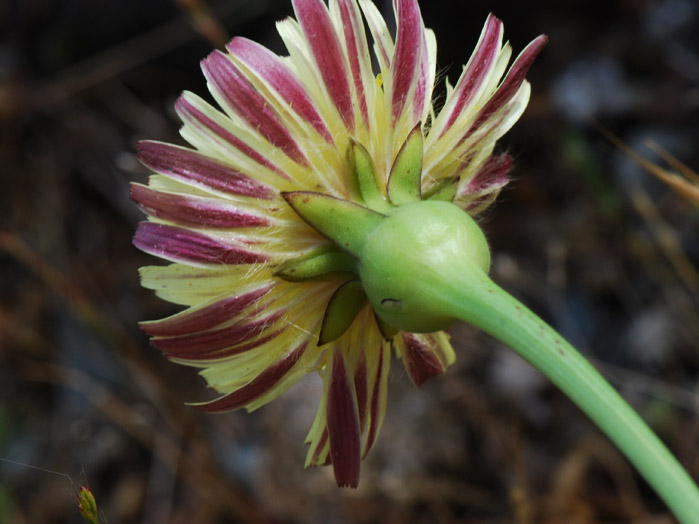
Involucre de la fleur d'Urosperme de Daléchamps.
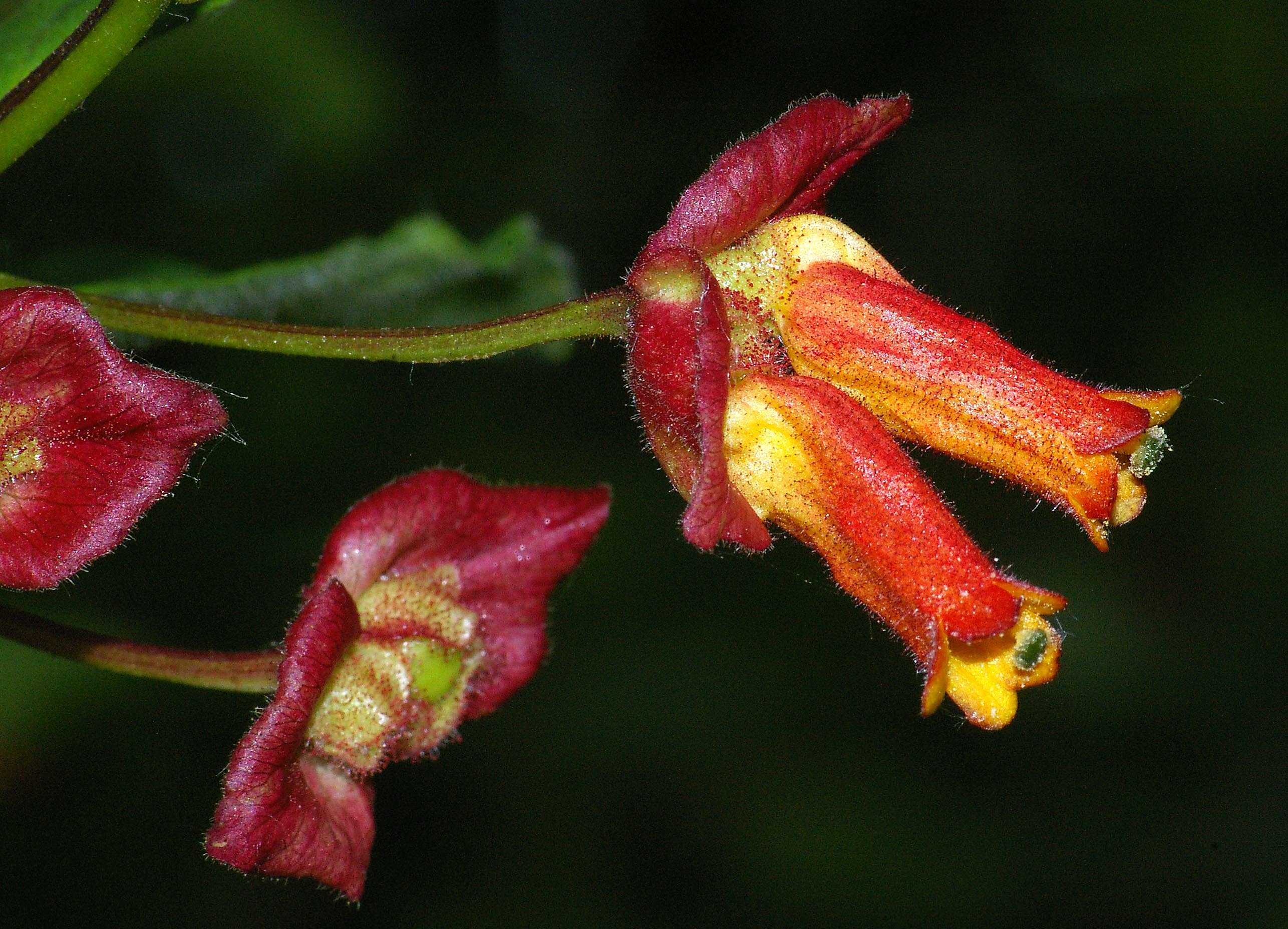
Chèvrefeuille involucré après floraison.
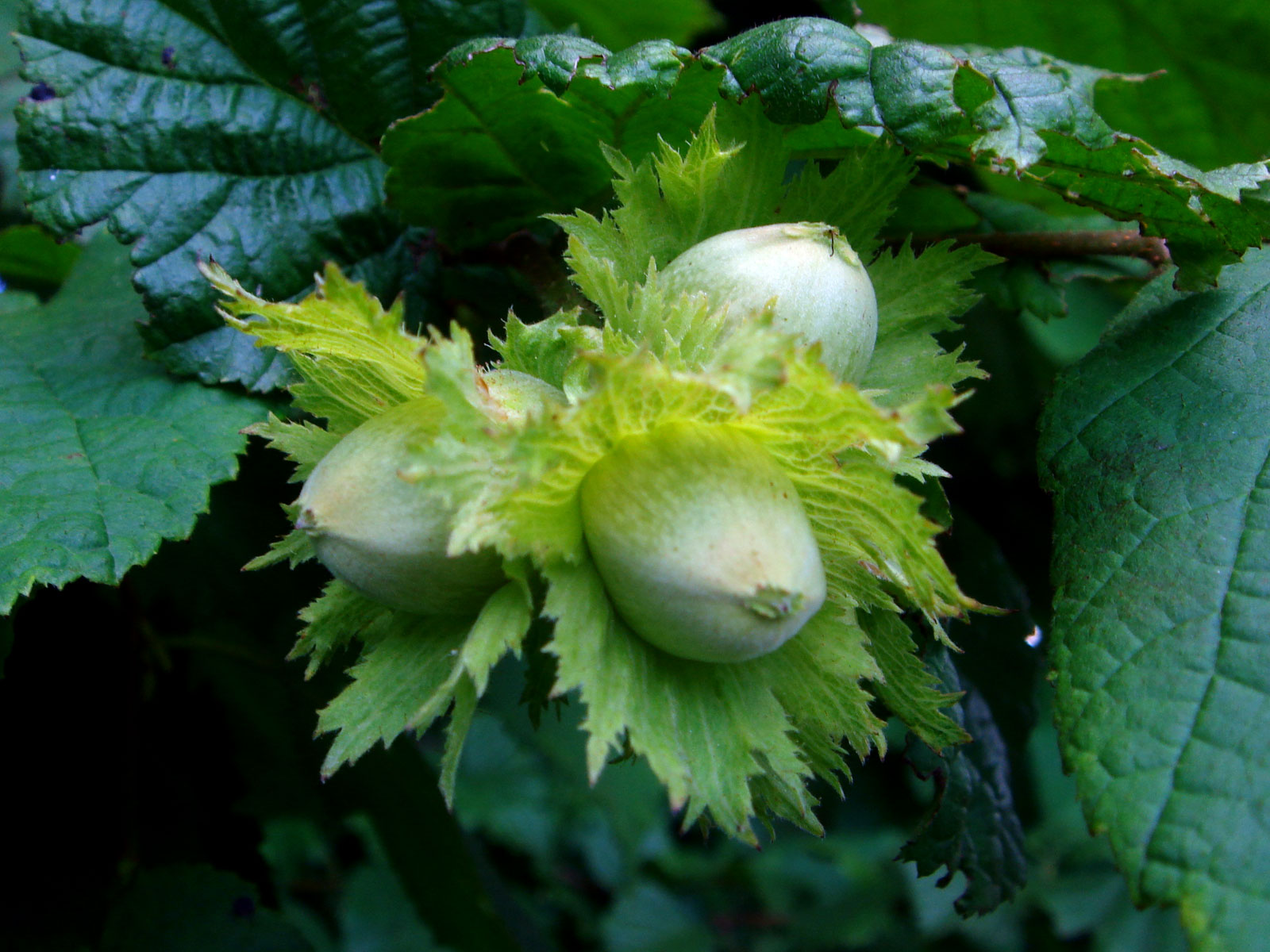
Involucre de la noisette.
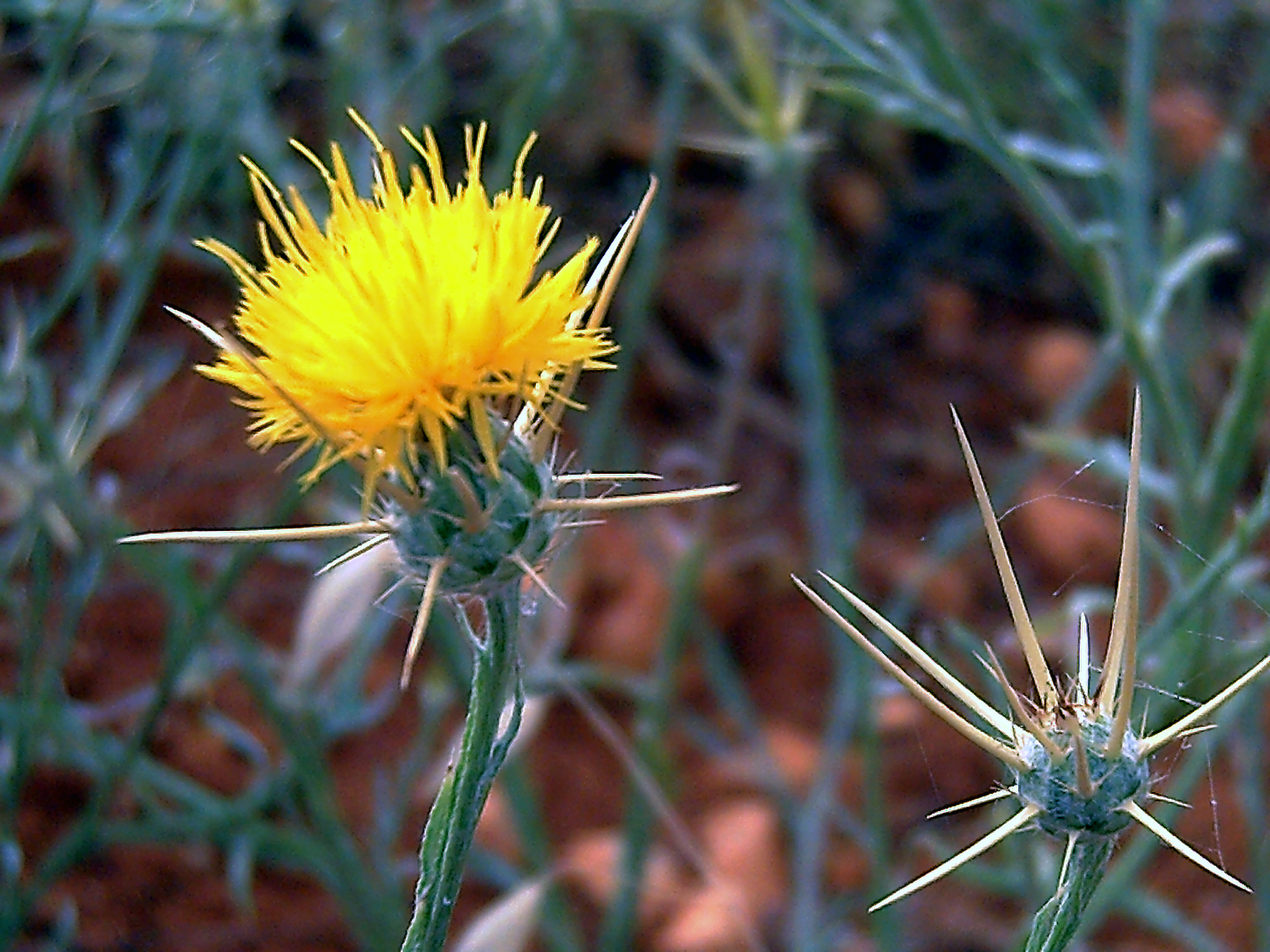
Involucre à piquants de la Centaurée du solstice.
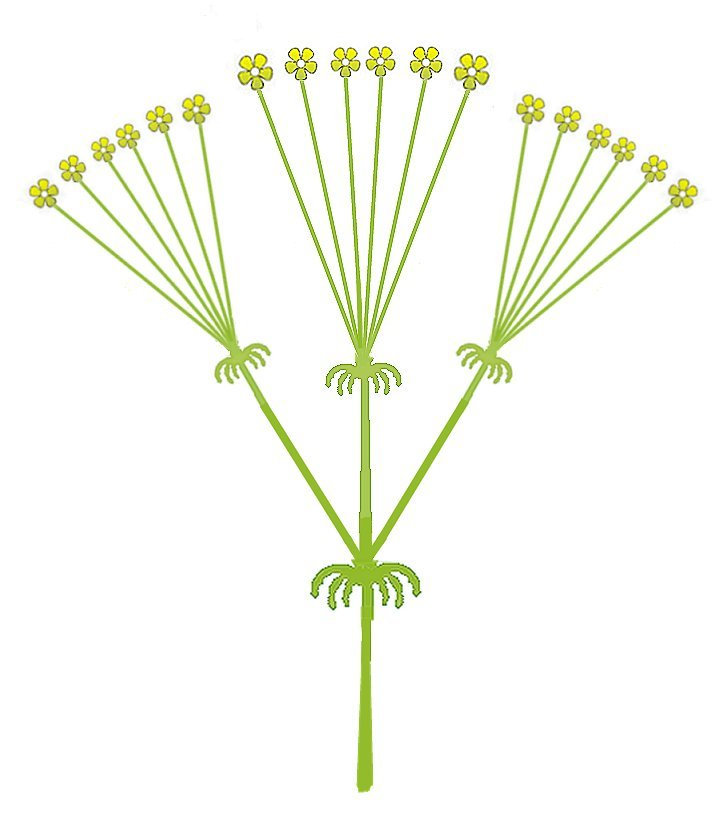
Schéma d'une ombelle composée de 3 ombellules et leur involucelle à la base.